# Wełykyj Mytnyk
Wełykyj Mytnyk (ukr. Великий Митник) – wieś na Ukrainie, w obwodzie winnickim, w rejonie chmielnickim, w hromadzie Chmielnik. W 2001 liczyła 1352 mieszkańców, spośród których 1339 wskazało jako ojczysty język ukraiński, a 13 rosyjski.